# Taphozous georgianus
Taphozous georgianus es una especie de murciélago microquiróptero de la familia Emballonuridae.

## Distribución geográfica
Es endémica de Australia.